# Karinthische erebia
De Karinthische erebia (Erebia stirius) is een vlinder uit de onderfamilie Satyrinae van de familie Nymphalidae, de vossen, parelmoervlinders en weerschijnvlinders.
De Karinthische erebia komt lokaal voor in het zuidelijk deel van de Alpen, in Oostenrijk, Italië, Kroatië en Slovenië. De vlinder vliegt op hoogtes van 700 tot 1800 meter boven zeeniveau. De soort leeft op rotsige kalksteen hellingen met stukjes gras en op puinhellingen.
De soort vliegt in een jaarlijkse generatie in augustus. Als waardplanten worden diverse grassen gebruikt, met name Poa alpina en Sesleria caerulea.